# Tatjana Ponomariowa
Tatjana Walerjewna Ponomariowa (ros. Татьяна Валерьевна Пономарева)  – rosyjska brydżystka, World International Master w kategorii open oraz World Grand Master w kategorii kobiet (WBF), European Grand Master (EBL).
Tatjana Ponomariowa od roku 2002 jest w zarządzie głównym Rosyjskiej Federacji Brydża. W latach 2002..2005 była członkiem Komisji Sportowo-Technicznej. Od roku 2006 jest wiceprzewodniczącą  tej komisji. Ma również uprawnienia sędziowskie.

## Wyniki brydżowe

### Olimpiady
Na olimpiadach uzyskała następujące rezultaty:
| Olimpiady brydżowe. Zawody teamów | Olimpiady brydżowe. Zawody teamów | Olimpiady brydżowe. Zawody teamów | Olimpiady brydżowe. Zawody teamów | Olimpiady brydżowe. Zawody teamów | Olimpiady brydżowe. Zawody teamów |
| Rok                               | Miejsce                           | Zawody                            | Kategoria                         | Drużyna                           | Pozycja                           |
| --------------------------------- | --------------------------------- | --------------------------------- | --------------------------------- | --------------------------------- | --------------------------------- |
| 2012                              | Lille                             | 2. Olimpiada Sportów Umysłowych   | Kobiety                           | Russia                            | 2                                 |
| 2008                              | Pekin                             | 1. Olimpiada Sportów Umysłowych   | Kobiety                           | Russia                            | 5                                 |
| 2004                              | Stambuł                           | 12. Olimpiada Teamów              | Kobiety                           | Russia                            | 1                                 |
| 2000                              | Maastricht                        | 11. Olimpiada Brydżowa            | Kobiety                           | Russia                            | 17                                |
| 1996                              | Rodos                             | 10. Olimpiada Teamów              | Kobiety                           | Russia                            | 27                                |

| Olimpiady brydżowe. Zawody Indywidualne | Olimpiady brydżowe. Zawody Indywidualne | Olimpiady brydżowe. Zawody Indywidualne | Olimpiady brydżowe. Zawody Indywidualne | Olimpiady brydżowe. Zawody Indywidualne |
| Rok                                     | Miejsce                                 | Zawody                                  | Kategoria                               | Pozycja                                 |
| --------------------------------------- | --------------------------------------- | --------------------------------------- | --------------------------------------- | --------------------------------------- |
| 2008                                    | Pekin                                   | 1 Olimpiada Sportów Umysłowych          | Kobiety                                 | 17                                      |

### Zawody światowe
W światowych zawodach zdobyła następujące lokaty:
| Mistrzostwa Świata. Konkurencja teamów | Mistrzostwa Świata. Konkurencja teamów | Mistrzostwa Świata. Konkurencja teamów  | Mistrzostwa Świata. Konkurencja teamów | Mistrzostwa Świata. Konkurencja teamów | Mistrzostwa Świata. Konkurencja teamów |
| Rok                                    | Miejsce                                | Zawody                                  | Kategoria                              | Drużyna                                | Pozycja                                |
| -------------------------------------- | -------------------------------------- | --------------------------------------- | -------------------------------------- | -------------------------------------- | -------------------------------------- |
| 2010                                   | Filadelfia                             | 13. Seria Mistrzostw Świata             | Kobiety                                | Fireman                                | 3                                      |
| 2008                                   | Pekin                                  | 1. Olimpiada Sportów Umysłowych         | Miksty                                 | Russia                                 | 2                                      |
| 2007                                   | Szanghaj                               | 38. Mistrzostwa Świata Teamów           | Trans                                  | Russia                                 | 2                                      |
| 2006                                   | Werona                                 | 12. Mistrzostwa Świata                  | Kobiety                                | Steiner                                | 1                                      |
| 2005                                   | Estoril                                | 37. Mistrzostwa Świata Teamów           | Trans                                  | Holt                                   | 68                                     |
| 2000                                   | Maastricht                             | 11. Olimpiada Brydżowa                  | Miksty                                 | Zenit                                  | 62                                     |
| 1998                                   | Lille                                  | 10. Mistrzostwa Świata                  | Kobiety                                | Volina                                 | 17                                     |
| 1996                                   | Rodos                                  | 1. Mistrzostwa Świata Teamów Mikstowych | Miksty                                 | Zlotov                                 | 65                                     |

| Mistrzostwa Świata. Konkurencja par | Mistrzostwa Świata. Konkurencja par | Mistrzostwa Świata. Konkurencja par | Mistrzostwa Świata. Konkurencja par | Mistrzostwa Świata. Konkurencja par | Mistrzostwa Świata. Konkurencja par |
| Rok                                 | Miejsce                             | Zawody                              | Kategoria                           | Partner                             | Pozycja                             |
| ----------------------------------- | ----------------------------------- | ----------------------------------- | ----------------------------------- | ----------------------------------- | ----------------------------------- |
| 2010                                | Filadelfia                          | 13. Mistrzostwa Świata              | Kobiety                             | Wiktorija Gromowa                   | 9                                   |
| 2006                                | Werona                              | 12. Mistrzostwa Świata              | Kobiety                             | Wiktorija Gromowa                   | 19                                  |
| 2006                                | Werona                              | 12. Mistrzostwa Świata              | Miksty                              | Aleksandr Dubinin                   | 22                                  |
| 1998                                | Lille                               | 10. Mistrzostwa Świata              | Miksty                              | Oleg Kazancew                       | 167                                 |

### Zawody europejskie
W europejskich zawodach zdobyła następujące lokaty:
| Zawody europejskie. Konkurencja teamów | Zawody europejskie. Konkurencja teamów | Zawody europejskie. Konkurencja teamów | Zawody europejskie. Konkurencja teamów | Zawody europejskie. Konkurencja teamów | Zawody europejskie. Konkurencja teamów |
| Rok                                    | Miejsce                                | Zawody                                 | Kategoria                              | Drużyna                                | Pozycja                                |
| -------------------------------------- | -------------------------------------- | -------------------------------------- | -------------------------------------- | -------------------------------------- | -------------------------------------- |
| 2010                                   | Ostenda                                | 50. Mistrzostwa Europy Teamów          | Kobiety                                | Russia                                 | 10                                     |
| 2009                                   | Paryż                                  | 8. Puchar Europy                       | Open                                   | ABC-Russia                             | 5                                      |
| 2009                                   | San Remo                               | 4. Otwarte Mistrzostwa Europy          | Miksty                                 | Russia                                 | 71                                     |
| 2009                                   | San Remo                               | 4. Otwarte Mistrzostwa Europy          | Kobiety                                | Russia                                 | 13                                     |
| 2008                                   | Amsterdam                              | 7. Puchar Europy                       | Open                                   | ABC-Russia                             | 7                                      |
| 2008                                   | Pau                                    | 49. Mistrzostwa Europy Teamów          | Kobiety                                | Russia                                 | 13                                     |
| 2007                                   | Antalya                                | 3. Otwarte Mistrzostwa Europy          | Open                                   | Russia                                 | 17                                     |
| 2007                                   | Antalya                                | 3. Otwarte Mistrzostwa Europy          | Miksty                                 | Russia                                 | 2                                      |
| 2006                                   | Warszawa                               | 48. Mistrzostwa Europy Teamów          | Kobiety                                | Russia                                 | 18                                     |
| 2005                                   | Bruksela                               | 4. Puchar Europy Teamów                | Open                                   | GRNC-Russia                            | 10                                     |
| 2005                                   | Teneryfa                               | 2. Otwarte Mistrzostwa Europy          | Miksty                                 | Gromova                                | 9                                      |
| 2005                                   | Teneryfa                               | 2. Otwarte Mistrzostwa Europy          | Kobiety                                | USA/Russia                             | 3                                      |
| 2003                                   | Mentona                                | 1. Otwarte Mistrzostwa Europy          | Miksty                                 | Gromova                                | 86                                     |
| 2003                                   | Mentona                                | 1. Otwarte Mistrzostwa Europy          | Kobiety                                | Gromova                                | 5                                      |
| 2002                                   | Salsomaggiore                          | 46. Mistrzostwa Europy Teamów          | Kobiety                                | Russia                                 | 10                                     |
| 2001                                   | Teneryfa                               | 45. Mistrzostwa Europy Teamów          | Kobiety                                | Russia                                 | 13                                     |
| 1999                                   | Malta                                  | 44. Mistrzostwa Europy Teamów          | Kobiety                                | Russia                                 | 15                                     |

| Zawody europejskie. Konkurencja par | Zawody europejskie. Konkurencja par | Zawody europejskie. Konkurencja par | Zawody europejskie. Konkurencja par | Zawody europejskie. Konkurencja par | Zawody europejskie. Konkurencja par |
| Rok                                 | Miejsce                             | Zawody                              | Kategoria                           | Partner                             | Pozycja                             |
| ----------------------------------- | ----------------------------------- | ----------------------------------- | ----------------------------------- | ----------------------------------- | ----------------------------------- |
| 2009                                | San Remo                            | 4. Otwarte Mistrzostwa Europy       | Kobiety                             | Wiktorija Gromowa                   | 8                                   |
| 2009                                | San Remo                            | 4. Otwarte Mistrzostwa Europy       | Miksty                              | Aleksandr Dubinin                   | 25                                  |
| 2007                                | Antalya                             | 3. Otwarte Mistrzostwa Europy       | Kobiety                             | Wiktorija Gromowa                   | 12                                  |
| 2007                                | Antalya                             | 3. Otwarte Mistrzostwa Europy       | Miksty                              | Aleksandr Dubinin                   | 10                                  |
| 2005                                | Teneryfa                            | 2. Otwarte Mistrzostwa Europy       | Kobiety                             | Wiktorija Gromowa                   | 23                                  |
| 2005                                | Teneryfa                            | 2. Otwarte Mistrzostwa Europy       | Mikst                               | Aleksandr Dubinin                   | 31                                  |
| 2003                                | Mentona                             | 1. Otwarte Mistrzostwa Europy       | Kobiety                             | Wiktorija Gromowa                   | 22                                  |
| 2003                                | Mentona                             | 1. Otwarte Mistrzostwa Europy       | Mikst                               | Michaił Krasnosielski               | 332                                 |
| 2001                                | Teneryfa                            | 45. Mistrzostwa Europy Teamów       | Kobiety                             | Oksana Kuliczkowa                   | 92                                  |
| 1999                                | Warszawa                            | 10. Mistrzostwa Europy Par          | Open                                | Wiktorija Gromowa                   | 158                                 |

## Klasyfikacja
- Tatjana Ponomariowa – klasyfikacja WBF (ang.)
- Tatjana Ponomariowa – klasyfikacja EBL (ang.)
- Tatjana Ponomariowa – klasyfikacja FSBR (ros.)